# Hucusque
Hucusque est une préface, trouvée dans les premiers manuscrits du Sacramentarium Gregorianum Hadrianum, copiés à partir du IXe siècle.
L'auteur est attribué à Alcuin, moine britannique en service de Charlemagne. Le texte explique pourquoi le remaniement d'un sacramentaire romain, octroyé par le pape Adrien Ier en 791 ou plus tôt, était nécessaire, pour l'usage dans le royaume de Charlemagne.

## Historique

### Auteur
Aucun manuscrit ne présentait le nom d'auteur.
Toutefois, dans le manuscrit latin 12050 de la bibliothèque nationale de France, on trouve une addition mentionnant le nom d'Alcuin (vraisemblablement XVIIe siècle [manuscrit en ligne (Hucusque et addition)]). 
Les études récentes indiquent qu'il n'existe pas de difficulté pour attribuer l'auteur à Alcuin, si un grand nombre de suppléments sont issus de saint Benoît d'Aniane au lieu d'Alcuin. Le texte précisait que l'auteur était capable d'accéder au sacramentaire original d'Adrien Ier, pour l'examiner, et d'éditer les suppléments. Alcuin était exactement en fonction.

### Texte et manuscrits
Le texte se trouve dans un certain nombre de Sacramentarium Gregorianum Hadrianum copiés au IXe siècle (donc premiers exemplaires) ainsi que quelques manuscrits un peu tardifs. Comme certains sont uns des meilleurs manuscrits du Hadrianum, le texte intégral s'y conserve correctement. Ainsi, en 1915, Henry Austin Wilson le publia selon le manuscrit Ottoboni latin 313 gardé à la Bibliothèque apostolique vaticane (voir ci-dessous). Il s'agit d'un long texte qui occupe deux folios dans ce manuscrit, folios 103 et 104. Robert Amiet établit son texte critique en 1953.
La préface explique pourquoi la rédaction du sacramentaire romain, octroyé par le pape Adrien Ier, était nécessaire. En effet, le manuscrit original n'était pas adapté au besoin du royaume de Charlemagne, en dépit de son attribution à saint Grégoire le Grand. L'intention de l'auteur était également distinguer le sacramentaire attribué à ce saint pape et les suppléments enrichis issus d'autres sources (aujourd'hui, identifiées comme sacramentaire gélasien et grégorien type II), en soulignant que tous restent authentiques et originaires de l'Église de Rome. 
On comprend que la préface Hucusque ait disparu dans les manuscrits à partir du Xe siècle. Il ne s'agissait pas d'un texte liturgique tandis que le prix du parchemin restait cher. Sa fonction distinguant le sacramentaire grégorien des suppléments était secondaire. Une fois l'usage du grégorien établi, cette longue préface n'était plus requise. Il est définitif que de nouveaux remaniements fussent effectués à l'abbaye d'Aniane sous influence des matériaux gallicans ainsi que du rite wisigothique. Son influence de rédaction était tellement puissante que, dorénavant, quasiment la totalité des manuscrits connaissait ses textes (sacramentaire dit grégorien type III). Les suppléments, et même le texte de sacramentaire aussi, n'adaptaient plus à la préface d'Alcuin. 
Néanmoins, un certain nombre de matériaux se trouvent dans quelques textes tardifs. Dom Jean Deshusses établit que restent issus de la Hucusque, à la suite de leur comparaison, ces textes, tels ceux d'Hélisachar ainsi que la préface de la Concordia. Ce sont des textes assez courts. 
De nos jours, cette préface d'Alcuin demeure, grâce à sa précision, importante afin d'étudier la naissance du sacramentaire romano-franc il y a 1 200 ans, origine du missel romain actuel.

## Texte
- Texte intégral en latin
  - Robert Amiet (version critique), 1953 [lire en ligne] voir p. 197 - 199[ra 1]
  - Henry Austin Wilson (Vatican Ottoboni 313, folios 103 - 104), 1915 [lire en ligne]
- Extrait de traduction en français
  - Robert Amiet, 1953 :
Amiet résumait le début : « L'auteur — qui ne nous dit pas son nom, — nous y apprend de façon bonhomme qu'ayant lu attentivement le sacramentaire du bienheureux pape Grégoire, il l'a trouvé rempli d'erreurs dues aux copistes et fourmillant de graphies malencontreuses, bref corrompu par la faute des scribes[ra 2]. » Puis, il traduisait les lignes les plus importantes :

« (texte)......... Aussi bien, nous nous sommes efforcés, selon nos moyens et pour l'utilité de tous, de l'amender artistement. Il existe par ailleurs d'autres prières dont se sert nécessairement la Sainte-Église, qui avait déjà été publiées par d'autres et que ce pape a omises ; nous avons jugé utile de les recueillir et de les ressembler, telles des fleurs printanières des champs, les corrigeant, les amendant, les faisant précéder de leurs titres et les plaçant hors du corps du sacramentaire, afin que l'habileté du lecteur trouve dans ce travail tout ce que nous avons jugé nécessaire à notre temps. Par discrétion, nous avons placé cette petite préface (præfatiuncula en texte latin) au milieu de l'ouvrage afin qu'elle en marque la fin de la première partie et le début de la seconde ; ainsi quiconque pourra distinguer très facilement ce qui appartient au bienheureux Grégoire et ce qui provient d'autres auteurs. Si donc il plaît à quelqu'un d'accueillir tout ce que nous avons amassé sans prétention, ni pédantisme, mais au contraire avec un sérieux labeur et un pieux amour, nous le prions de ne pas être sans reconnaissance pour notre travail et de rendre grâce avec nous au Dispensateur de tous les biens. ......... »

## Manuscrits principaux
Robert Amiet utilisait ces manuscrits afin d'établir un texte critique : 
- Sacramentaire à l'usage de la cathédrale Saint-Julien du Mans (bibliothèque municipale du Mans, manuscrit BM77, XIe siècle) - folio 105[vl 1] -
- Sacramentaire de Lyon (Bibliothèque apostolique vaticane, manuscrit Reginensis 337, première moitié du IXe siècle)
- Sacramentaire lyonnais à l'usage d'Arles (bibliothèque nationale de France, manuscrit latin 2812, vers 840) - folio 91v[vl 2] -
- Sacramentaire de Marmoutier à l'usage d'Autun (bibliothèque municipale d'Autun, manuscrits BM. 19bis, vers 845) - folio 92[vl 3] -
- Sacramentaire de Corbie (bibliothèque nationale de France, manuscrit latin 12050, 853) - folio 102[vl 4],[ra 3] - [lire en ligne]
- Sacramentaire de Paris (Bibliothèque apostolique vaticane, manuscrit Ottoboni 313, troisième quart du IXe siècle) - folio 103 (voir le texte intégral en ligne) -
- Sacramentaire de Senlis (bibliothèque Sainte-Geneviève, manuscrit 111, vers 880) - folio 96[vl 5] -
- Sacramentaire de Beauvais (bibliothèque nationale de France, manuscrit latin 9429, deuxième moitié du IXe siècle) - folio 90 « Hucus que (sic) »[vl 6] - [lire en ligne]

Parmi eux, on trouve ce texte Hucusque dans les meilleurs manuscrits du sacramentaire Hadrianum, tels Reginensis 337, Ottoboni 313, Autun 19. Cela signifie que cette préface demeure authentique. 
Ce chercheur ajoutait encore trois manuscrits un peu tardifs, qui contiennent de la préface Hucusque, desquels la qualité de manuscrit restent inférieure :
- Sacramentaire germanique (bibliothèque Laurentienne à Florence, manuscrit Edili 121, fin du IXe siècle ou début du Xe siècle)
- Sacramentaire de Pamélius (bibliothèque de Metropolitankapitels à Cologne, manuscrit 88, fin du IXe siècle ou début Xe siècle)
- Sacramentaire germanique (ancienne bibliothèque des Théatins à Munich, manuscrit perdu)